# Verein für Bewegungsspiele 91 Suhl 2019-2020
Questa voce raccoglie le informazioni riguardanti il Verein für Bewegungsspiele 91 Suhl nelle competizioni ufficiali della stagione 2019-2020.

## Organigramma societario
Area direttiva
- Presidente: Guido Reinhardt

Area tecnica
- Allenatore: Mateusz Żarczyński
- Allenatore in seconda: Andy Lorenz
- Assistente allenatore: Miloslava Lauerová
- Scout man: Andy Lorenz

Area sanitaria
- Medico: Manuela Wahl
- Fisioterapista: Andy Lorenz, Thomas Möhring

## Rosa
| N° | Nome              | Ruolo | Data di nascita   | Nazionalità sportiva |
| -- | ----------------- | ----- | ----------------- | -------------------- |
| 3  | Tereza Patočková  | O     | 2 agosto 1994     | Rep. Ceca            |
| 4  | Hester Jasper     | S     | 7 maggio 2001     | Paesi Bassi          |
| 6  | Sophie Tauchert   | L     | 24 dicembre 2000  | Germania             |
| 8  | Anniek Siebring   | S     | 13 maggio 1997    | Paesi Bassi          |
| 10 | Karis Watson      | C     | 30 dicembre 1992  | Stati Uniti          |
| 11 | Claudia Steger    | S     | 10 marzo 1990     | Germania             |
| 12 | Jacqueline Garski | P     | 24 settembre 1996 | Germania             |
| 13 | McKenzie Jacobson | C     | 17 gennaio 1995   | Stati Uniti          |
| 14 | Romy Jatzko       | S     | 26 gennaio 2000   | Germania             |
| 14 | Victoria Foucher  | O     | 28 maggio 1995    | Francia              |
| 15 | Kateřina Valková  | P     | 6 febbraio 1996   | Rep. Ceca            |
| 17 | Taylor Bruns      | P     | 17 luglio 1991    | Stati Uniti          |
| 18 | Simona Cigániková | C     | 3 settembre 1998  | Slovacchia           |

## Risultati

### 1. Bundesliga

#### Girone di andata
| 1ª giornata - 5 ottobre 2019 Ballsporthalle, Vilsbiburg                | Vilsbiburg     | 3 - 1 | Suhl          | 25-16, 21-25, 25-22, 29-27        |
| 2ª giornata - 12 ottobre 2019 Sporthalle Wolfsgrube, Suhl              | Suhl           | 1 - 3 | Schweriner    | 25-22, 18-25, 21-25, 17-25        |
| 3ª giornata - 23 ottobre 2019 Sporthalle Berg Fidel, Münster           | Münster        | 3 - 0 | Suhl          | 25-22, 25-16, 25-23               |
| 4ª giornata - 26 ottobre 2019 Sporthalle Wolfsgrube, Suhl              | Suhl           | 1 - 3 | Dresdner      | 21-25, 25-23, 26-28, 17-25        |
| 5ª giornata - 9 novembre 2019 Turmair Volleyballarena, Straubing       | FTSV Straubing | 3 - 0 | Suhl          | 25-20, 25-16, 25-18               |
| 6ª giornata - 13 novembre 2019 Sporthalle Wolfsgrube, Suhl             | Suhl           | 2 - 3 | Wiesbaden     | 19-25, 25-22, 18-25, 25-22, 10-15 |
| 7ª giornata - 20 novembre 2019 MBS Arena Potsdam, Potsdam              | Potsdam        | 3 - 0 | Suhl          | 25-18, 25-20, 25-22               |
| 8ª giornata - 30 novembre 2019 Sporthalle Wolfsgrube, Suhl             | Suhl           | 0 - 3 | MTV Stoccarda | 18-25, 24-26, 17-25               |
| 9ª giornata - 7 dicembre 2019 Sporthalle Neuköllner Straße, Aquisgrana | PTSV Aachen    | 3 - 0 | Suhl          | 25-16, 25-20, 25-22               |
| 11ª giornata - 21 dicembre 2019 Sporthalle Wolfsgrube, Suhl            | Suhl           | 3 - 0 | Erfurt        | 25-20, 25-17, 25-19               |

#### Girone di ritorno
| 12ª giornata - 15 gennaio 2020 Sporthalle Wolfsgrube, Suhl  | Suhl          | 1 - 3 | Vilsbiburg     | 28-26, 23-25, 14-25, 17-25        |
| 13ª giornata - 10 marzo 2020 ARENA Schwerin, Schwerin       | Schweriner    | 3 - 0 | Suhl           | 25-16, 25-15, 25-23               |
| 14ª giornata - 25 gennaio 2020 Sporthalle Wolfsgrube, Suhl  | Suhl          | 0 - 3 | Münster        | 17-25, 20-25, 21-25               |
| 15ª giornata - 29 gennaio 2020 Margon Arena, Dresda         | Dresdner      | 3 - 0 | Suhl           | 25-19, 25-21, 25-20               |
| 16ª giornata - 1º febbraio 2020 Sporthalle Wolfsgrube, Suhl | Suhl          | 2 - 3 | FTSV Straubing | 25-22, 20-25, 19-25, 25-17, 11-15 |
| 17ª giornata - 8 febbraio 2020 Halle am Platz, Wiesbaden    | Wiesbaden     | 3 - 0 | Suhl           | 25-20, 25-16, 26-24               |
| 18ª giornata - 22 febbraio 2020 Sporthalle Wolfsgrube, Suhl | Suhl          | 1 - 3 | Potsdam        | 21-25, 20-25, 25-20, 21-25        |
| 19ª giornata - 26 febbraio 2020 SCHARRena, Stoccarda        | MTV Stoccarda | 3 - 0 | Suhl           | 25-17, 25-22, 25-22               |
| 20ª giornata - 29 febbraio 2020 Sporthalle Wolfsgrube, Suhl | Suhl          | 3 - 1 | PTSV Aachen    | 14-25, 25-21, 25-23, 25-14        |
| 22ª giornata - 14 marzo 2020 Riethsporthalle, Erfurt        | Erfurt        | -     | Suhl           | annullata                         |

### Coppa di Germania

#### Fase a eliminazione diretta
| Ottavi di finale - 2 novembre 2019 SH Gymnasium Antonianum, Vechta | Oythe    | 0 - 3 | Suhl       | 14-25, 11-25, 15-25               |
| Quarti di finale - 23 novembre 2019 Sporthalle Wolfsgrube, Suhl    | Suhl     | 3 - 2 | Vilsbiburg | 26-24, 15-25, 21-25, 25-21, 15-11 |
| Semifinali - 11 dicembre 2019 Margon Arena, Dresda                 | Dresdner | 3 - 1 | Suhl       | 25-18, 22-25, 25-19, 25-21        |

## Statistiche

### Statistiche di squadra
| Competizione      | Punti | In casa | In casa | In casa | In trasferta | In trasferta | In trasferta | Totale | Totale | Totale |
| Competizione      | Punti | G       | V       | P       | G            | V            | P            | G      | V      | P      |
| ----------------- | ----- | ------- | ------- | ------- | ------------ | ------------ | ------------ | ------ | ------ | ------ |
| 1. Bundesliga     | 8     | 10      | 2       | 8       | 9            | 0            | 9            | 19     | 2      | 17     |
| Coppa di Germania | -     | 1       | 1       | 0       | 2            | 1            | 1            | 3      | 2      | 1      |
| Totale            | -     | 11      | 3       | 8       | 11           | 1            | 10           | 22     | 4      | 18     |

G = partite giocate; V = partite vinte; P = partite perse